# 西谷良介
西谷 良介（にしたに りょうすけ、1986年1月31日 - ）は、奈良県出身のフットサル選手。名古屋オーシャンズ所属。日本代表。

## 経歴
奈良県出身。和歌山県の初芝橋本高校では辻尾真二と同期。1学年上には酒本憲幸や初田真也がいた。2年次と3年時に全国高等学校サッカー選手権大会に出場。2003年度の選手権では1回戦で大沢朋也らの帝京高校にPK負け。2003年度の選手権では2回戦で国士舘高校に勝利。3回戦で豊田陽平や橋本晃司らの星稜高校にPK勝ち。準々決勝で河本裕之らの滝川第二高校にPK負け。
大阪体育大学に進学し、2005年から2007年には関西学生選抜、2007年には日本学生選抜に選出。キャプテンを務めた2007年度には総理大臣杯全日本大学サッカートーナメントに出場し、大阪府代表として天皇杯全日本サッカー選手権大会本選に出場。1回戦でベアフット北海道に勝利、2回戦でFC岐阜に敗れた。大阪体育大学では2学年上に原田浩平や須藤慎一、1学年下に田所諒や込山和樹や山道、3学年下に藤春廣輝などがいた。
大阪体育大学サッカー部を引退後には大学OBの原田や須藤らの勧めでフットサルに転向してリンドバロッサに加入。2007年の関西フットサルリーグではチームトップの5得点。2008年5月にはFリーグのデウソン神戸に加入。2009-10シーズンには初代新人賞（新人王）を獲得し、日本代表にも選出。2013年にはキャプテンに就任。2013-14シーズンにはFリーグ・ベスト5に選ばれた。
2015年3月、フウガドールすみだに移籍した。2015-16シーズンは31試合に出場して得点ランキング4位タイの20得点を挙げ、2年ぶり2度目のベスト5に選出された。

## 所属クラブ
サッカー
- 2001年 - 2003年 初芝橋本高校
- 2004年 - 2007年 大阪体育大学

フットサル
- 2007年 リンドバロッサ（関西リーグ）
- 2008年-2015年 デウソン神戸（Fリーグ）
- 2015年-2017年 フウガドールすみだ（Fリーグ）
- 2017年- 名古屋オーシャンズ（Fリーグ）

## タイトル
デウソン神戸
- Fリーグ新人賞 : 2009-10
- Fリーグベスト5 : 2013-14、2015-16

日本代表
- AFCフットサル選手権 : 2014年

## 個人成績
| 国内大会個人成績 | 国内大会個人成績 | 国内大会個人成績 | 国内大会個人成績 | 国内大会個人成績 | 国内大会個人成績 | 国内大会個人成績 | 国内大会個人成績 | 国内大会個人成績 | 国内大会個人成績 | 国内大会個人成績 | 国内大会個人成績 |
| 年度             | クラブ           | 背番号           | リーグ           | リーグ戦         | リーグ戦         | リーグ杯         | リーグ杯         | オープン杯       | オープン杯       | 期間通算         | 期間通算         |
| 年度             | クラブ           | 背番号           | リーグ           | 出場             | 得点             | 出場             | 得点             | 出場             | 得点             | 出場             | 得点             |
| 日本             | 日本             | 日本             | 日本             | リーグ戦         | リーグ戦         | オーシャン杯     | オーシャン杯     | 全日本選手権     | 全日本選手権     | 期間通算         | 期間通算         |
| ---------------- | ---------------- | ---------------- | ---------------- | ---------------- | ---------------- | ---------------- | ---------------- | ---------------- | ---------------- | ---------------- | ---------------- |
| 2008-09          | 神戸             | 14               | Fリーグ          | ??               | ?                |                  |                  |                  |                  |                  |                  |
| 2009-10          | 神戸             | 14               | Fリーグ          | 25               | 13               |                  |                  |                  |                  |                  |                  |
| 2010-11          | 神戸             | 14               | Fリーグ          | 24               | 12               |                  |                  |                  |                  |                  |                  |
| 2011-12          | 神戸             | 14               | Fリーグ          | 27               | 11               |                  |                  |                  |                  |                  |                  |
| 2012-13          | 神戸             | 14               | Fリーグ          | 20               | 9                |                  |                  |                  |                  |                  |                  |
| 2013-14          | 神戸             | 14               | Fリーグ          | 30               | 17               |                  |                  |                  |                  |                  |                  |
| 2014-15          | 神戸             | 14               | Fリーグ          | 20               | 5                |                  |                  |                  |                  |                  |                  |
| 2015-16          | すみだ           | 14               | Fリーグ          | 31               | 20               |                  |                  |                  |                  |                  |                  |
| 通算             | 日本             | 日本             | Fリーグ          |                  |                  |                  |                  |                  |                  |                  |                  |
| 通算             | 日本             |                  |                  |                  |                  |                  |                  |                  |                  |                  |                  |
| 総通算           |                  |                  |                  |                  |                  |                  |                  |                  |                  |                  |                  |